# Le Mêle-sur-Sarthe
Pour les articles homonymes, voir Mele (homonymie).
Le Mêle-sur-Sarthe est une commune française, située dans le département de l'Orne en région Normandie, peuplée de 659 habitants.

## Géographie

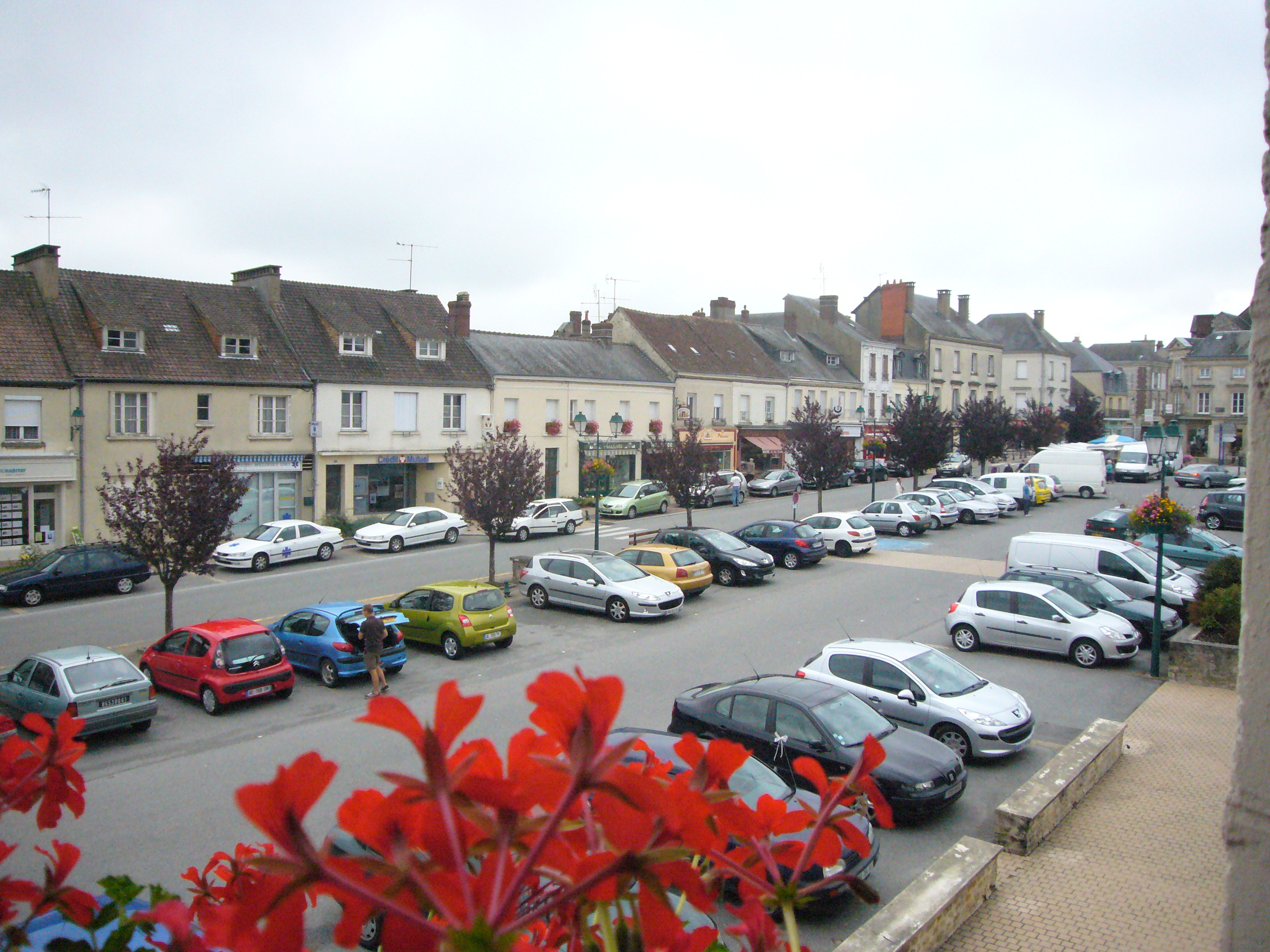
La place.

Le Mêle-sur-Sarthe est l'ancien chef-lieu d'un canton qui comprenait quinze communes et le siège de la communauté de communes de la Vallée de la Haute Sarthe (composée de trente-et-une communes). Couvrant soixante-deux hectares, elle est la commune la moins étendue du département de l'Orne et son agglomération est partagée avec cinq autres communes :
- à l'est : Saint-Julien-sur-Sarthe, de l'autre côté du pont sur la Sarthe avec le Carré Saint-Julien ;
- à l'ouest : Saint-Léger-sur-Sarthe avec le faubourg Loyer et  Saint-Aubin-d'Appenai ;
- au nord : Coulonges-sur-Sarthe avec le quartier de la gare et Laleu.

Le Mêle-sur-Sarthe est traversée par la Sarthe, et par la RN 12, axe majeur de l'Orne, qui traverse le département d'est en ouest. Depuis 2010, Le Mêle-sur-Sarthe est un point de passage, une étape, sur la voie verte Condé-sur-Huisne - Alençon, qui emprunte l'ancienne voie de chemin de fer Alençon - Le-Mêle-sur-Sarthe - Mortagne-au-Perche - Condé-sur-Huisne.

### Hydrographie
La commune est située dans le bassin Loire-Bretagne. Elle est drainée par la Sarthe,.
La Sarthe, d'une longueur de 314 km, prend sa source dans la commune de Soligny-la-Trappe, au hameau de Somsarthe, c'est-à-dire "sommet de la Sarthe", à une altitude de 250 mètres. Sur une grande partie de son cours, elle marque alors la limite entre les départements de l'Orne et de la Sarthe et conflue avec la Mayenne à Angers à une altitude de 15 mètres, pour former la Maine. Les caractéristiques hydrologiques de la Sarthe sont données par la station hydrologique située sur la commune du Mêle-sur-Sarthe. Le débit moyen mensuel est de 2,44 m3/s. Le débit moyen journalier maximum est de 33,8 m3/s, atteint lors de la crue du 12 janvier 1993. Le débit instantané maximal est quant à lui de 56,1 m3/s, atteint le 10 mai 2012.

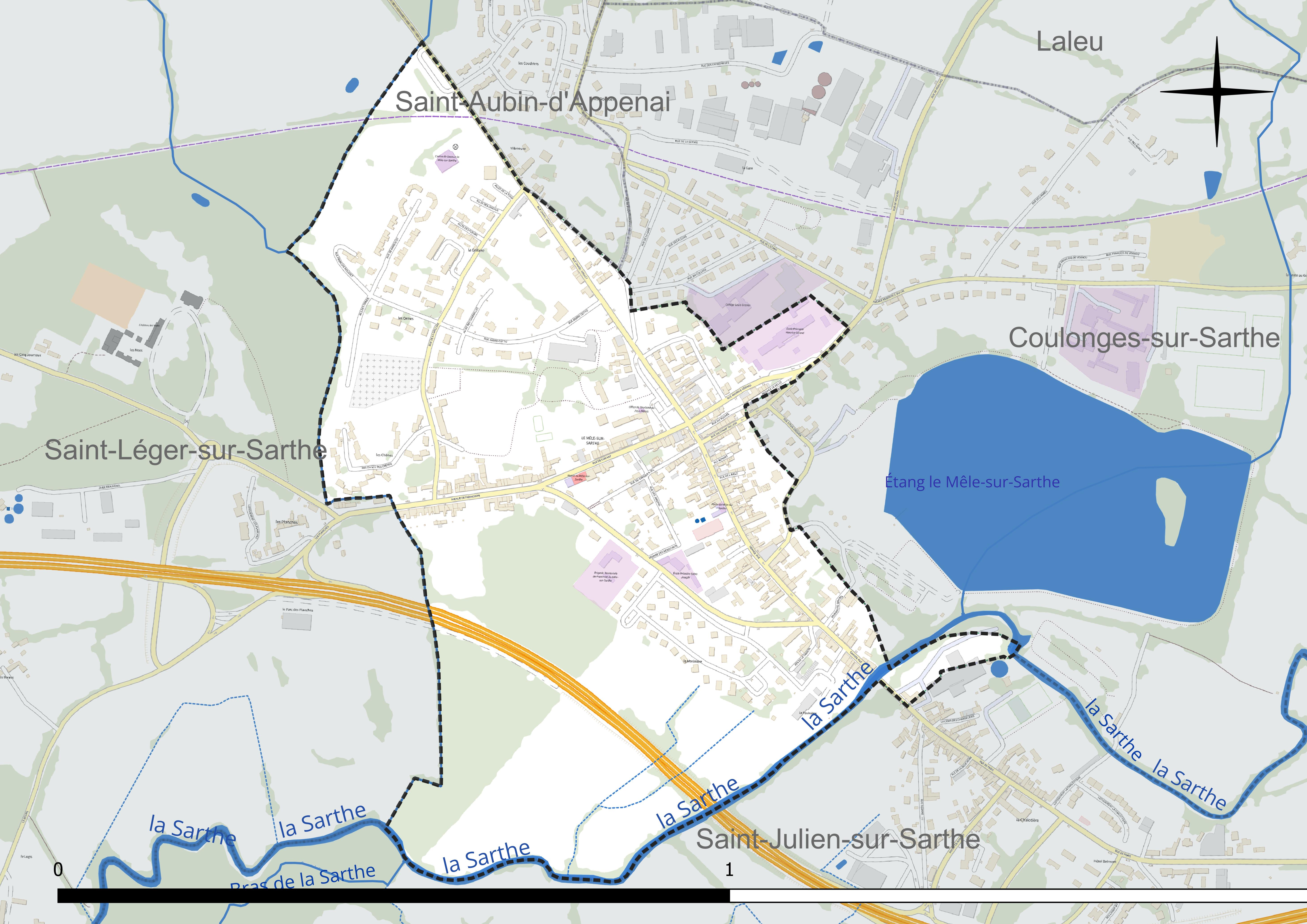
Réseau hydrographique du Mêle-sur-Sarthe.

### Climat
Pour des articles plus généraux, voir Climat de la Normandie et Climat de l'Orne.
En 2010, le climat de la commune est de type climat océanique dégradé des plaines du Centre et du Nord, selon une étude du CNRS s'appuyant sur une série de données couvrant la période 1971-2000. En 2020, Météo-France publie une typologie des climats de la France métropolitaine dans laquelle la commune est exposée à un climat océanique altéré et est dans la région climatique Normandie (Cotentin, Orne), caractérisée par une pluviométrie relativement élevée (850 mm/a) et un été frais (15,5 °C) et venté. Parallèlement le GIEC normand, un groupe régional d’experts sur le climat, différencie quant à lui, dans une étude de 2020, trois grands types de climats pour la région Normandie, nuancés à une échelle plus fine par les facteurs géographiques locaux. La commune est, selon ce zonage, exposée à un « climat des plateaux abrités », se caractérisant par une pluviométrie et des contraintes thermiques modérées mais aussi, par effet de continentalité, des températures plus contrastées qu'au nord dans la plaine de Caen, avec communément 10 à 15 jours par an de plus de froid en hiver et de chaleur en été.
Pour la période 1971-2000, la température annuelle moyenne est de 10,7 °C, avec une amplitude thermique annuelle de 13,9 °C. Le cumul annuel moyen de précipitations est de 734 mm, avec 12 jours de précipitations en janvier et 7,7 jours en juillet. Pour la période 1991-2020, la température moyenne annuelle observée sur la station météorologique la plus proche, située sur la commune de Villeneuve-en-Perseigne à 10 km à vol d'oiseau, est de 10,8 °C et le cumul annuel moyen de précipitations est de 770,2 mm,. Pour l'avenir, les paramètres climatiques de la commune estimés pour 2050 selon différents scénarios d'émission de gaz à effet de serre sont consultables sur un site dédié publié par Météo-France en novembre 2022.

## Urbanisme

### Typologie
Au 1er janvier 2024, Le Mêle-sur-Sarthe est catégorisée bourg rural, selon la nouvelle grille communale de densité à sept niveaux définie par l'Insee en 2022.
Elle est située hors unité urbaine. Par ailleurs la commune fait partie de l'aire d'attraction d'Alençon, dont elle est une commune de la couronne,. Cette aire, qui regroupe 89 communes, est catégorisée dans les aires de 50 000 à moins de 200 000 habitants,.

### Occupation des sols
L'occupation des sols de la commune, telle qu'elle ressort de la base de données européenne d’occupation biophysique des sols Corine Land Cover (CLC), est marquée par l'importance des territoires artificialisés (60,8 % en 2018), une proportion identique à celle de 1990 (60,8 %). La répartition détaillée en 2018 est la suivante : zones urbanisées (60,8 %), prairies (39,2 %). L'évolution de l’occupation des sols de la commune et de ses infrastructures peut être observée sur les différentes représentations cartographiques du territoire : la carte de Cassini (XVIIIe siècle), la carte d'état-major (1820-1866) et les cartes ou photos aériennes de l'IGN pour la période actuelle (1950 à aujourd'hui).

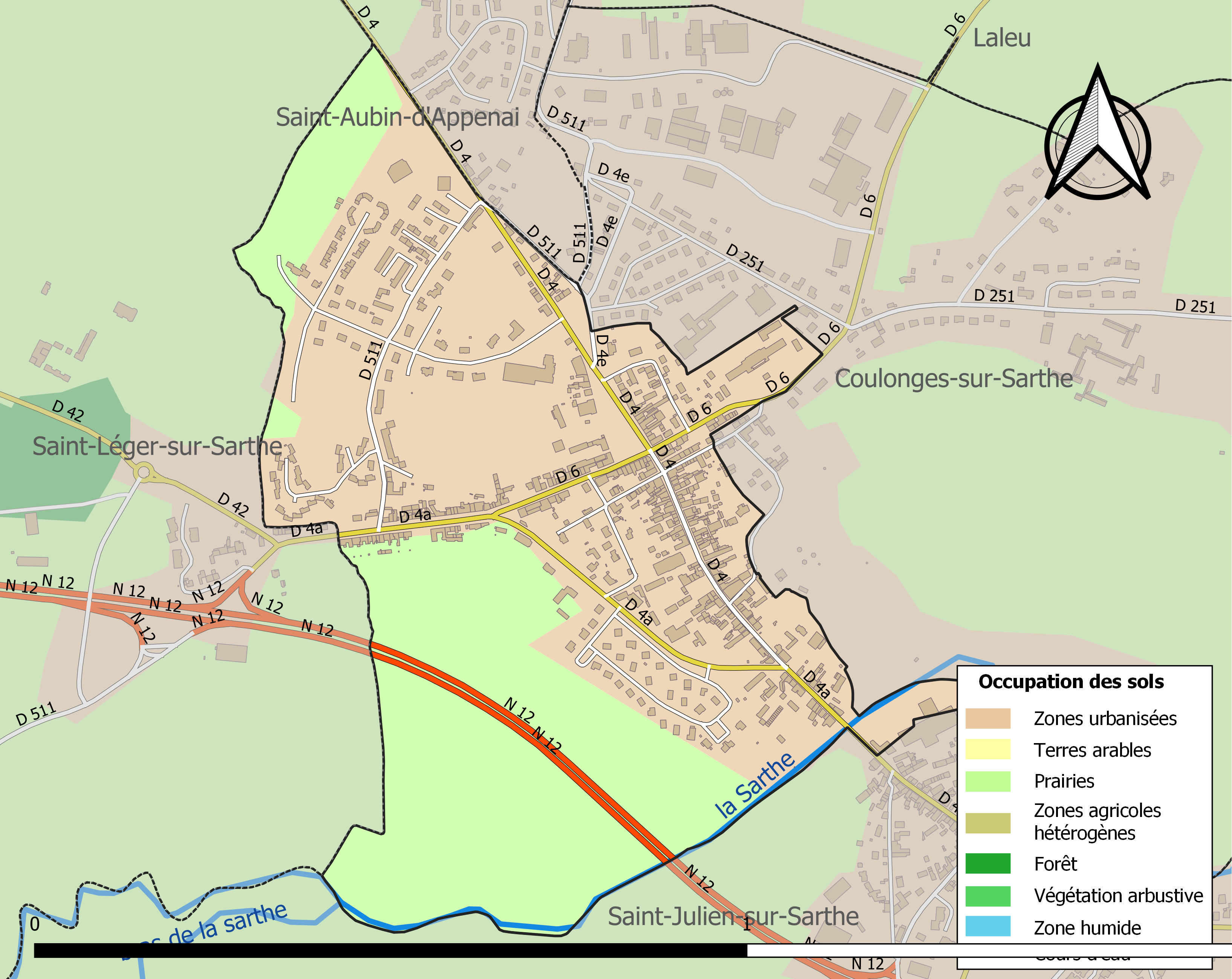
Carte des infrastructures et de l'occupation des sols de la commune en 2018 (CLC).

## Toponymie
Le nom de la localité est attesté sous les formes Merula en 854, de Merula en 1149.
Du latin merula, « merle ».
La Sarthe borde la commune.

## Histoire
Merula super Sartham et son église, dédiée à saint Julien, sont cités en 854 lors d’une mission de missi dominici. Le nom de Carré « Saint-Julien » vient sans doute de cette église située en bordure de la Sarthe.
Le Mêle était entouré de forêts. À l’est, l'immense forêt du Perche, à l’ouest, au nord de la Sarthe, la forêt de Bourse, au sud de la Sarthe, la forêt de Blavou aujourd’hui disparue.
Le roi Charles le Chauve, mort en 877, donne l’église aux moines de Saint-Maur de Glanfeuil en Anjou. Pendant l’invasion des Vikings en 862, les religieux de cette abbaye déposent les reliques de saint Maur dans l’église du Mêle ; elles y restèrent un an.
Guillaume Ier, duc de Normandie (910-942, dit Guillaume Longue-Épée) fait élever au Mêle un château destiné à défendre le pont de bois sur la Sarthe. Dès le Xe siècle, le Mêle appartient à la puissante famille des Bellême.
Guillaume Ier de Bellême (mort vers 1030) contrôle la forêt de Bourse vers 1025.
Sigefroy, fils bâtard de Guillaume Ier, est cité comme premier seigneur du Mêle. À cette époque, le Mêle est un bourg, centre économique, de production et d’échanges avec des marchands et des artisans.
La Sarthe était une zone marécageuse avec peu de points de passage ; des gués à Alençon, à Saint-Léger et à Saint-Paul, des ponts en bois au Mêle et à Alençon.
Le défrichement de la forêt de Bourse était en plein essor en 1060. Olivier du Mêle (de Merula), neveu de Sigefroy, fils bâtard de Guillaume II de Bellême (mort avant 1109) est le second seigneur connu, vers 1050.
Ensuite on trouve Roger de Montgommery, époux de Mabile de Bellême, vers 1080.
Le château du Mêle a été remis en état entre 1087 et 1113.
À la suite de la défaite des Bellême, Henri Ier Beauclerc, roi d’Angleterre et duc de Normandie, s’empare du Mêle en 1113. Il la donne à son neveu Thibault IV, comte de Champagne, qui fait renforcer les défenses du Mêle et impose de lourdes corvées et de lourdes taxes aux habitants.
Guillaume III de Montgommery Bellême (mort en 1172), rentre en possession en 1128 du Mêle. Il fait élever un nouveau château en matériaux plus solides que le château primitif en bois, non plus près du pont mais un peu plus haut vers l’ouest, à l’emplacement de l’école Saint-Joseph.
Henri II Plantagenêt, roi d’Angleterre et duc de Normandie, fait ériger, entre 1158 et 1168, « les fossés le Roi », ligne de défense d’une centaine de kilomètres du Mêle jusqu’à Verneuil-sur-Avre, vis-à-vis du royaume de France.
Le moulin du Mêle est cité en 1159, la dîme était à l’abbaye Saint-Martin de Séez.
Lors de la conquête de la Normandie en 1204 par Philippe Auguste, roi de France, le comté d’Alençon est réuni à la couronne.
Le château du Mêle, détruit pendant la guerre de Cent Ans, est reconstruit par les Montgommery.
Comme personnage tristement connu de cette famille : Gabriel Ier de Montgommery, capitaine de la garde écossaise du roi, seigneur du Mêle qui blessa mortellement le roi de France Henri II lors d’un tournoi en 1559. Ses deux enfants aînés se réfugient au château du Mêle.
En 1760, la baronnie du Mêle est vendue à Clément de Barville qui l’échange avec le roi en 1773.
En 1774, Louis XVI fit don à son frère Louis Stanislas (Louis XVIII) de la baronnie du Mêle. En 1784, la baronnie est cédée à Maximilien Antoine Armand de Béthune, duc de Sully.
Sur un plan de 1670, on voit des halles, environ 1 000 m2, situées sur la grande place. Le marché, hebdomadaire, était le plus important de la région. Elles sont démolies vers 1863.
Au début du XVIIIe siècle, lors de l’aménagement de la grande route vers Paris par Mortagne et Verneuil, une poste aux lettres et aux chevaux est installée près du « Bœuf Noir ».
Il y avait deux diligences pour Paris par semaine ; le voyage durait trois jours et demi. Une douzaine d’agents étaient affectés à cette poste.
La Sarthe a été aménagée à la fin du XVIIIe siècle et un nouveau pont a été construit.
Au XVIIIe siècle, le château était composé de trois corps de bâtiments perpendiculaires à la route (grande rue) et encadrant la cour d’honneur. Les jardins ont fait place à l’église, à la poste, au château d’eau. Le manoir seigneurial avec sa chapelle, occupait la partie sud de la cour (actuellement école Saint-Joseph).
Inhabité pendant longtemps après la mort de la comtesse Nicolas François de Montgommery (en 1732), ses murs et ses toits se dégradant faute de réparations, le dernier seigneur du lieu, Maximilien de Béthune, le vendit deux ans avant la Révolution.
Mademoiselle Victorine Chevallier (morte en 1928), dernière propriétaire du château, bienfaitrice de plusieurs églises de la région, désigne l’abbé Victor Dubois, secrétaire général de l’évêché, comme légataire universel. L’école Saint-Joseph est ouverte en 1935.
L’ancienne église, dédiée à saint Julien, étant en très mauvais état, a été démolie au cours des années 1850. Le maître autel est aujourd’hui dans la nouvelle église à l’autel de Notre-Dame-de-Pitié. C’est le seul vestige de l’ancienne église.
Dès 1836, le conseil de fabrique s’entendit avec la municipalité pour faire construire une nouvelle église. Le conseil municipal acquiert une partie des anciens jardins du château. Les travaux commencent en 1843 ; la nouvelle église est bénite le 21 mai 1849.
En 1840, une école de dressage du cheval fut fondée. Une notable amélioration se fit sentir dans la race normande : les carrossiers et les trotteurs, préalablement assouplis et dressés, furent mieux appréciés du commerce et conquirent dès lors une grande renommée.
Autour du Mêle, il y avait de nombreux élevages : Mesnil-Broust, Marchemaisons, Essay, Bursard, Boitron, Aulnay, Saint-Aubin, Laleu, Saint-Léger.
Le Mêle-sur-Sarthe est libérée par la 5e DB américaine le 11 août 1944. Un odonyme (place du 11-Août-1944) rappelle cet évènement de la Seconde Guerre mondiale.

## Héraldique
| Blason de Le Mêle-sur-Sarthe | Blason  | D'argent au merle de sable posé sur une rivière d'azur agitée du champ et posée sur une plaine ondée de sinople; au chef de gueules chargé de deux léopards d'or. |
| Blason de Le Mêle-sur-Sarthe | Détails | Les léopards d'or sur champ de gueules rappellent les armes de la Normandie                                                                                       |

## Politique et administration
| Période                                  | Période   | Identité                   | Étiquette    | Qualité |
| ---------------------------------------- | --------- | -------------------------- | ------------ | --- |
| 1971                                     | 1995      | Daniel Goulet              | RPR puis UMP | Député de la 1re circonscription de l'Orne (1973-1992), sénateur de l'Orne (1992-2007), conseiller régional de Basse-Normandie ( - 2004) |
| 1995                                     | mars 2008 | Jean-Louis Mézier          | PS - PG      | Médecin |
| mars 2008                                | mai 2020  | Marie-Françoise Desvergnes |              | Institutrice |
| mai 2020                                 | En cours  | Jean-Dimitri Photopoulos   |              | Conseiller en économie sociale et familiale                                                                                              |
| Les données manquantes sont à compléter. |           |                            |              | |

## Démographie
L'évolution du nombre d'habitants est connue à travers les recensements de la population effectués dans la commune depuis 1793. Pour les communes de moins de 10 000 habitants, une enquête de recensement portant sur toute la population est réalisée tous les cinq ans, les populations de référence des années intermédiaires étant quant à elles estimées par interpolation ou extrapolation. Pour la commune, le premier recensement exhaustif entrant dans le cadre du nouveau dispositif a été réalisé en 2007.
En 2022, la commune comptait 659 habitants, en évolution de −7,05 % par rapport à 2016 (Orne : −3,21 %, France hors Mayotte : +2,11 %).
En 1702, il y avait 52 feux, soit environ 260 personnes, en 1790, 106 feux, environ 530 personnes.
| 1793 | 1800 | 1806 | 1821 | 1836 | 1841 | 1846 | 1851 | 1856 |
| ---- | ---- | ---- | ---- | ---- | ---- | ---- | ---- | ---- |
| 541  | 648  | 665  | 801  | 803  | 775  | 819  | 788  | 800  |

| 1861 | 1866 | 1872 | 1876 | 1881 | 1886 | 1891 | 1896 | 1901 |
| ---- | ---- | ---- | ---- | ---- | ---- | ---- | ---- | ---- |
| 858  | 831  | 778  | 786  | 775  | 753  | 778  | 744  | 732  |

| 1906 | 1911 | 1921 | 1926 | 1931 | 1936 | 1946 | 1954 | 1962 |
| ---- | ---- | ---- | ---- | ---- | ---- | ---- | ---- | ---- |
| 735  | 750  | 670  | 710  | 675  | 690  | 654  | 683  | 722  |

| 1968 | 1975 | 1982 | 1990 | 1999 | 2006 | 2007 | 2012 | 2017 |
| ---- | ---- | ---- | ---- | ---- | ---- | ---- | ---- | ---- |
| 776  | 769  | 791  | 710  | 778  | 777  | 777  | 762  | 686  |

| 2022 | - | - | - | - | - | - | - | - |
| ---- | - | - | - | - | - | - | - | - |
| 659  | - | - | - | - | - | - | - | - |

## Économie
La commune a obtenu le label Village étape en 2017.

## Lieux et monuments

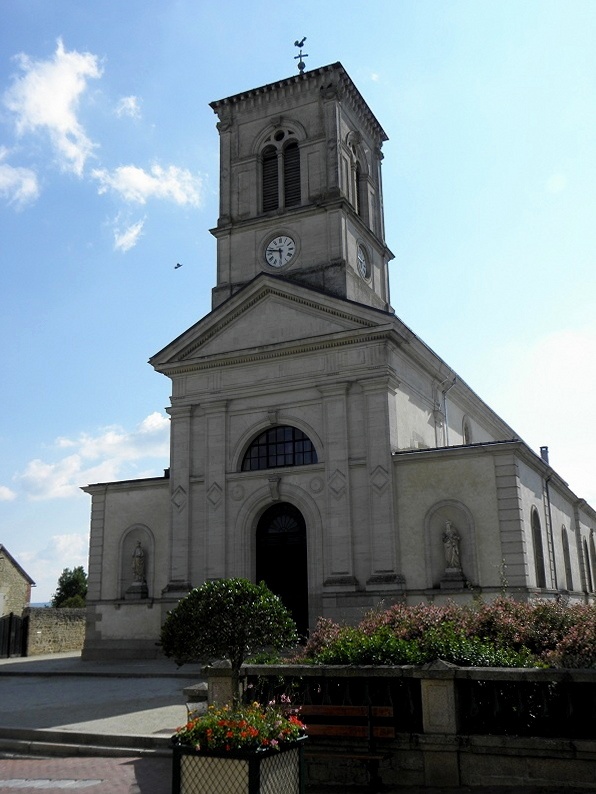
L'église Notre-Dame-de-l'Assomption.

- L'église Notre-Dame-de-l'Assomption de style néoclassique (XIXe siècle), est inscrite au répertoire supplémentaire des monuments historiques.
- Le lac du pays Mêlois est un lac créé et aménagé entre 1969 et 1975, mis en eau au printemps 1975. Avec une plage surveillée et des loisirs tels que la voile, pédalos, pêche, mini-golf, tennis, jeux pour enfants, camping, etc.

## Personnalités
- Paul Fleury (1839 au Mêle-sur-Sarthe-1931 à Paris), homme politique, sénateur en 1895.
- Jacques Boisgallais (1927-2021), compositeur y est né.
- Daniel Goulet (1928-2007), professeur puis directeur d'une école privée du Mêle-sur-Sarthe. Il fut maire de cette commune pendant près d'un quart de siècle, entre 1971 et 1995, député de la 1re circonscription de l'Orne puis sénateur de l'Orne.

## Le Mêle-sur-Sarthe dans la fiction
- L'action du film Normandie nue sorti en 2018 se déroule dans le village.

## Jumelages et partenariats
- Königstein (Allemagne) depuis 1967 (par sa commune associée Falkenstein).
- Faringdon (Royaume-Uni) depuis 1990.
- Libčany (Tchéquie) depuis 1995.